# Nurikabe (gioco)
Nurikabe è un gioco logico giapponese (letteralmente significa "muro invisibile"). È apparso per la prima volta in Italia all'interno della rivista LogicaMente (luglio 2007), diretta da Riccardo Albini.
Si gioca su una griglia di varie dimensioni (generalmente 6×6, 8×8, 9×9), all'interno della quale vi sono alcune caselle con dei numeri. L'obiettivo è individuare quali caselle sono nere e quali sono bianche. Le caselle nere rappresentano i Muri, le bianche i Giardini.